# Valérie Grand’Maison
Valerie Grand’Maison (12 października 1988 we Fleurimont) – kanadyjska niepełnosprawna pływaczka, czterokrotna złota medalistka paraolimpijska.
Zawodniczka klubu CAMO Swim Club. Obecnie studiuje na McGill University.